# 趙師魯
赵师鲁（1285年—1337年），字希颜，元朝霸州文安县（今河北文安县）人，秘书少监赵趾之子。
赵师鲁以官家子为太学生，如寒士一样勤学。元仁宗延祐初年，为兴文署丞。延祐五年（1318年），转任将作院照磨。延祐七年（1320年），辟为御史台掾，后补中书省掾，典章故实，律令文法，无不研习。主管铨选，平允无私。升任工部主事、中书省检校官等职。泰定年间，官拜监察御史，忠直不畏权贵。宰相倒剌沙虽专权刚狠，也佩服赵师鲁敢言。元文宗天历年间，任枢密院判官，改任兵部侍郎，守丧之后，持节治理四川军马。外任河间路转运盐使，除弊政，岁课大增。因病回到京师。元顺帝至元三年（1337年）九月去世，年五十三岁。赠天水郡侯，谥文清。